# Jowett Cars
Jowett fue un fabricante británico de automóviles y vehículos comerciales ligeros, con sede en Bradford (Yorkshire, Inglaterra). La empresa estuvo operativa desde 1906 hasta 1954.

## Orígenes
Jowett fue fundada en 1901 por los hermanos Benjamin (1877-1963) y William (1880-1965) Jowett, junto con Arthur V. Lamb. Comenzaron en el negocio de las bicicletas y luego fabricaron motores bicilíndricos en V para accionar distintas maquinarias. Algunos de sus primeros motores se emplearon localmente en otras marcas de automóviles como sustitutos. En 1904 se convirtieron en la Jowett Motor Manufacturing Company con sede en Back Burlington Street, Bradford. Su primer automóvil ligero Jowett se produjo en febrero de 1906, pero como su pequeño taller estaba completamente ocupado con actividades generales de ingeniería, experimentos con diferentes configuraciones de motores y la fabricación de las primeras seis motocicletas Scott, no entró en producción hasta 1910, después de más de 25 000 millas (40 200 km) de pruebas exhaustivas.

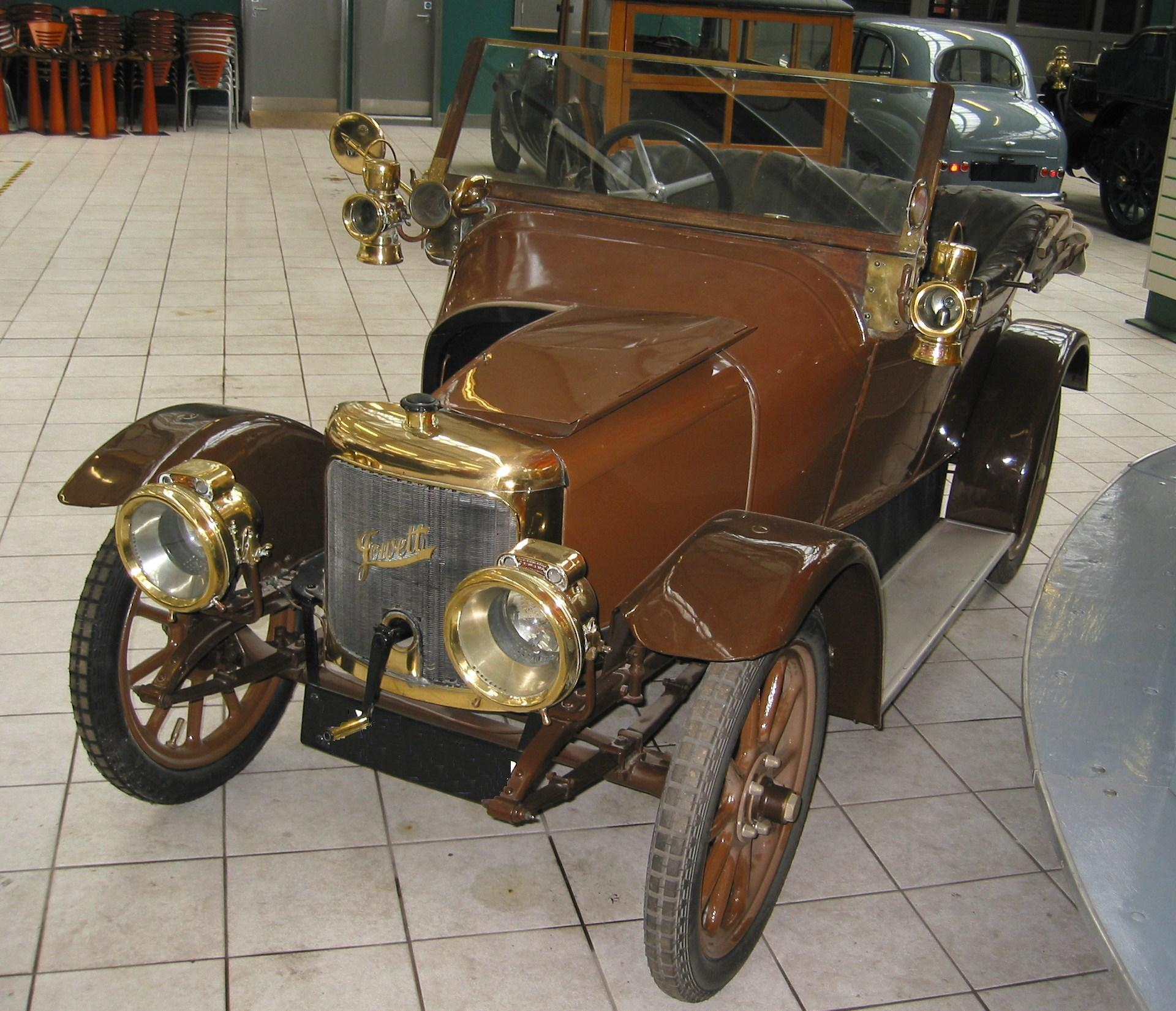
Jowett Eight anterior a la Primera Guerra Mundial

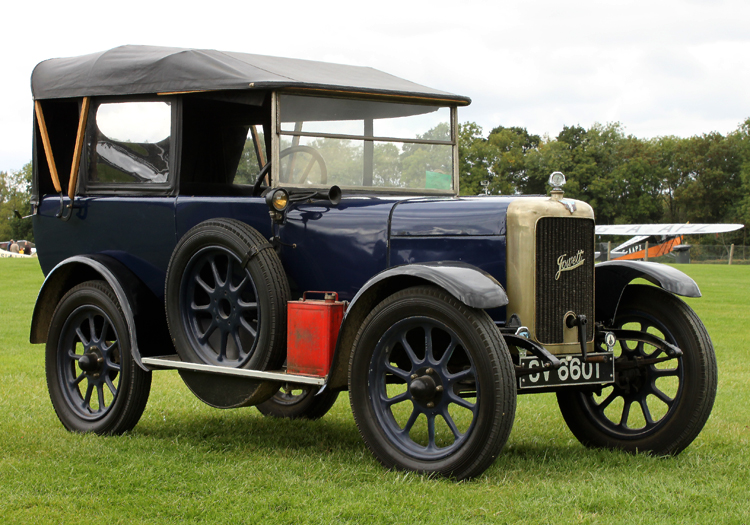
Jowett Seven Chummy tourer de chasis corto (1926)— Colección Shuttleworth

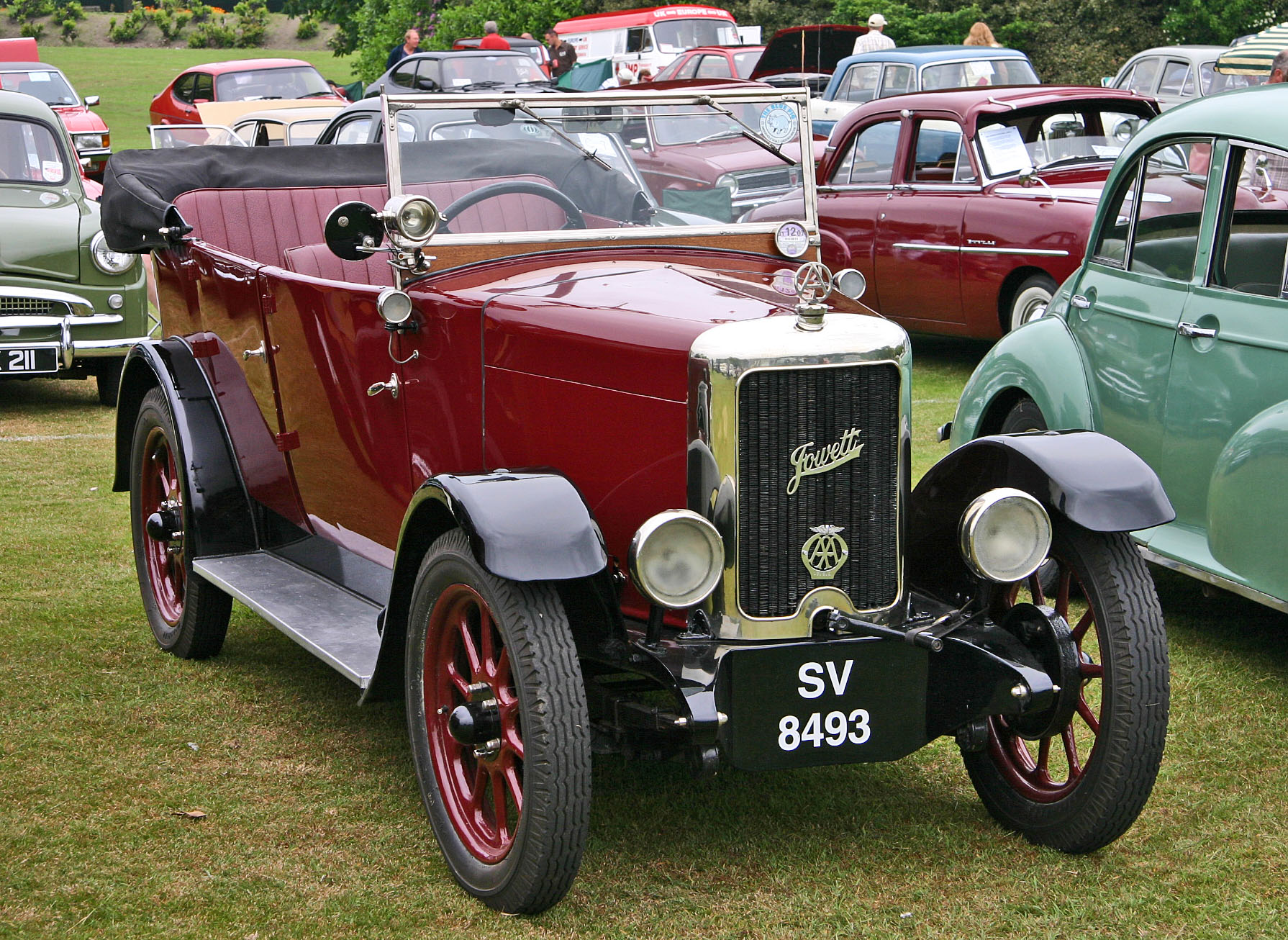
Jowett Seven Long Tourer de 1929

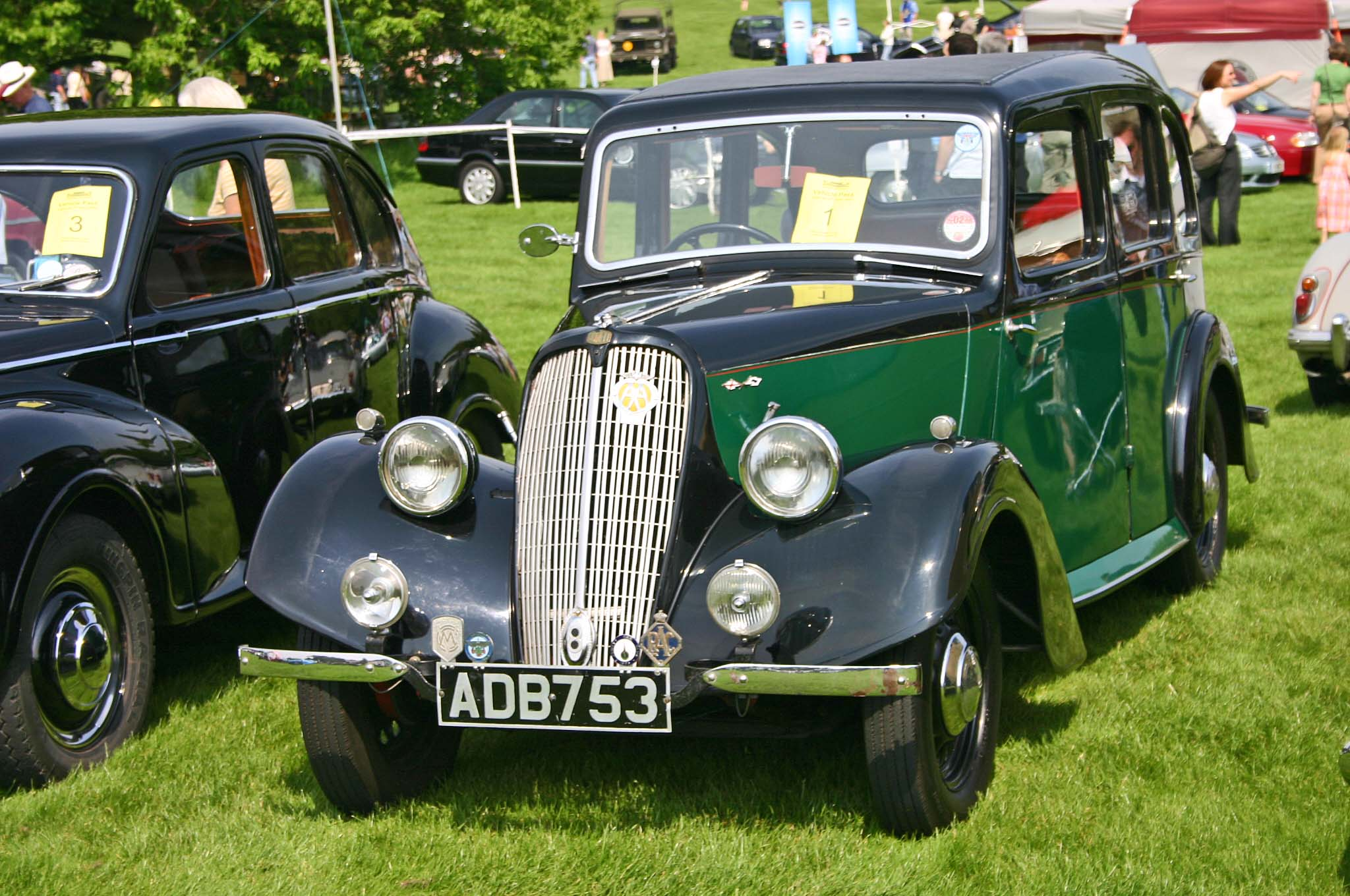
Jowett Eight bicilíndrico de 1937

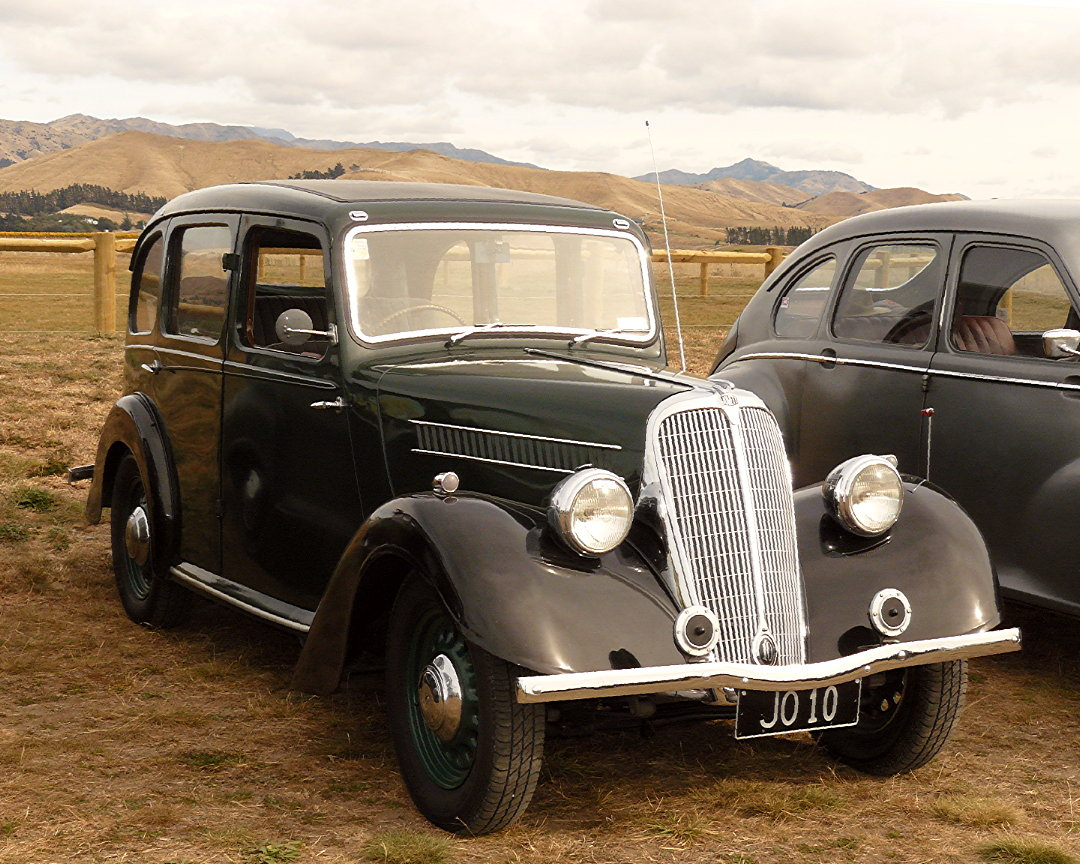
Jowett Ten tetracilíndrico de 1937

Su intención era construir un vehículo de bajo peso a un precio reducido y con mínimos costes de funcionamiento. El prototipo podría describirse como el primer automóvil ligero real del Reino Unido. El motor y la caja de cambios se diseñaron específicamente para un coche ligero y se fabricaron en gran parte en aluminio. Su par motor a bajas velocidades y sus relaciones de transmisión eran ideales para las colinas existentes alrededor de Bradford y en Yorkshire, donde las carreteras en mal estado limitaban la utilidad de una velocidad máxima alta o de una gran aceleración. La construcción del motor y el resto del coche era robusta. Benjamin Jowett sostuvo que los automóviles ligeros disponían de suficiente potencia, pero sus motores estaban sujetos a un rápido deterioro debido a superficies de apoyo inadecuadas, o bien al uso de motores de automóviles demasiado pesados para el resto de la estructura del autociclo, lo que generaba un conjunto de diferentes problemas. El motor Jowett fue diseñado y construido específicamente para un automóvil ligero.
El primer modelo produciudo "se hizo popular rápidamente". Utilizaba un motor bóxer de 816 cc refrigerado por agua de 6,4 hp y caja de cambios de tres velocidades, todavía con una caña de timón en lugar de un volante. La carrocería era un biplaza abierto ligero. Aunque la opinión popular era que 10 hp era una potencia mínima necesaria en un coche ligero, Jowett anunció su tercer modelo con 8 hp. Se fabricaron doce vehículos antes de que se lanzara una versión mejorada con la dirección guiada con un volante en 1913, y se fabricaron otros 36 antes del estallido de la Primera Guerra Mundial, cuando la fábrica se dedicó a la producción de municiones. Todavía se consevan dos ejemplares de estos coches ligeros con timón de dirección.

## Años de entreguerras
Jowett Cars Limited era una nueva empresa privada formada en junio de 1919 para fabricar y vender automóviles, de forma que absorbió la parte del negocio de fabricación de automóviles de la Jowett Motor Manufacturing Company. Posteriormente, en 1935, se convertiría en una empresa cotizada en la Bolsa de Valores de Londres.
Ese mismo año de 1919 se compró un emplazamiento para alojar un centro de trabajo en Springfield, Bradford Road, Idle, en las afueras de Bradford, en lo que había sido una cantera que había quedado en desuso. La fabricación de automóviles comenzó en la nueva fábrica en 1920. El primer vehículo fue el Jowett Seven, que usaba una versión ampliada del motor bicilíndrico plano de antes de la guerra. Primero se amplió a 831 cc y luego a 907 cc en 1921, cuando se eliminó de la publicidad la mención a los 8 hp del motor. A partir de entonces, todos los Jowett fueron Seven hasta la introducción del motor de cuatro cilindros en 1936. El motor desarrollaba su par máximo a bajas revoluciones y pronto se hizo famoso por su potencia de tracción, fiabilidad y economía.
A partir de 1922 también se construyeron vehículos comerciales basados en el chasis del automóvil y se convirtieron en una parte cada vez más importante de la producción de la empresa. Jowett exhibió sus coches por primera vez en el Saloón del Motor de Londres de 1921, y gradualmente salió de su mercado local anterior. En 1923, se agregaron bobinas de baja tensión y arranque eléctrico, y se introdujo el "Long Four" de cuatro plazas en forma de turismo con un precio de 245 libras, seguido en 1925 por un modelo sedán cerrado, mientras que el anterior biplaza de chasis corto continuó en producción. En 1929, el motor recibió culatas desmontables para facilitar el mantenimiento y contaba con frenos en las cuatro ruedas. La producción se suspendió brevemente en septiembre de 1931, cuando un incendio arrasó la fábrica.
1933 vio el lanzamiento del Jowett Kestrel con caja de cambios de cuatro velocidades, y en 1935 apareció el atípicamente denominado Jowett Weasel sports tourer. El primer automóvil con motor plano de cuatro cilindros llegó en 1936 con el Jowett Ten de 1166 cc equipado con un carburador doble, que continuó hasta el estallido de la guerra junto con los modelos tradicionales de dos cilindros que aumentaron su desplazamiento hasta los 946 cc en 1937. En 1935, la empresa salió a bolsa, y en 1936 se retiró Benjamin Jowett. Su hermano William continuó hasta 1940.

## Segunda Guerra Mundial
La producción de automóviles se detuvo en 1940, pero la producción de motores para grupos electrógenos continuó junto con componentes de aviones y otros dispositivos de uso militar. El motor Jowett (además de utilizarse como grupo electrógeno), también se usó en bombas contra incendios. La empresa fue comprada por el promotor inmobiliario Charles Clore en 1945 y vendida en 1947 a los banqueros Lazard Brothers.

## Posguerra
Cuando se reinició la producción después de la Segunda Guerra Mundial, el motor bicilíndrico se eliminó de la gama de automóviles nuevos, pero continuó en forma de 1005 cc hasta el final de la producción en la gama de vehículos comerciales, que pasó a contar con un camión ligero, el Bradford van, dos versiones de un automóvil familiar llamado Utility, y partes delanteras del chasis y kits para carroceros externos, muchos en el extranjero. Los nuevos coches supusieron un cambio completo de lo que se había hecho hasta el momento, con el Jowett Javelin de perfil aerodinámico diseñado por un equipo dirigido por Gerald Palmer. El modelo tenía características tan avanzadas como un motor plano de cuatro cilindros con varillas de empuje, suspensión delantera independiente con barras de torsión delante y detrás, y una carrocería monocasco. El coche era capaz de alcanzar con soltura 80 mph (128,7 km/h) y tenía unas condiciones de conducción excelentes. En 1950 se unió al Javelin el automóvil deportivo Jowett Jupiter, con un chasis diseñado por Eberan von Eberhorst, que había trabajado para Auto Union. Los Javelin fueron diseñados para alcanzar niveles de producción nunca antes pretendidos por Jowett. La producción de las carrocerías del Javelin se subcontrató a Briggs Motor Bodies, que construyó una nueva planta en Doncaster. Briggs suministró las carrocerías completamente perfiladas y listas para montar la parte mecánica. Los Jupiter siempre se construyeron internamente en Idle. Los nuevos mecánicos tuvieron algunos problemas al principio, pero las carrocerías del Javelin todavía se producían en masa según el programa original, lo que llevó que debieran almacenarse durante un tiempo. Las ventas de exportación se derrumbaron en un 75 por ciento en 1952, a lo que se añadió unas ventas internas bastante lentas mientras que en el Reino Unido se esperaba la eliminación de un impuesto a la adquisición de vehículos "temporalmente" aumentado, finalmente reducido en abril de 1953, lo que supuso desastrosas consecuencias económicas a largo plazo para Jowett.

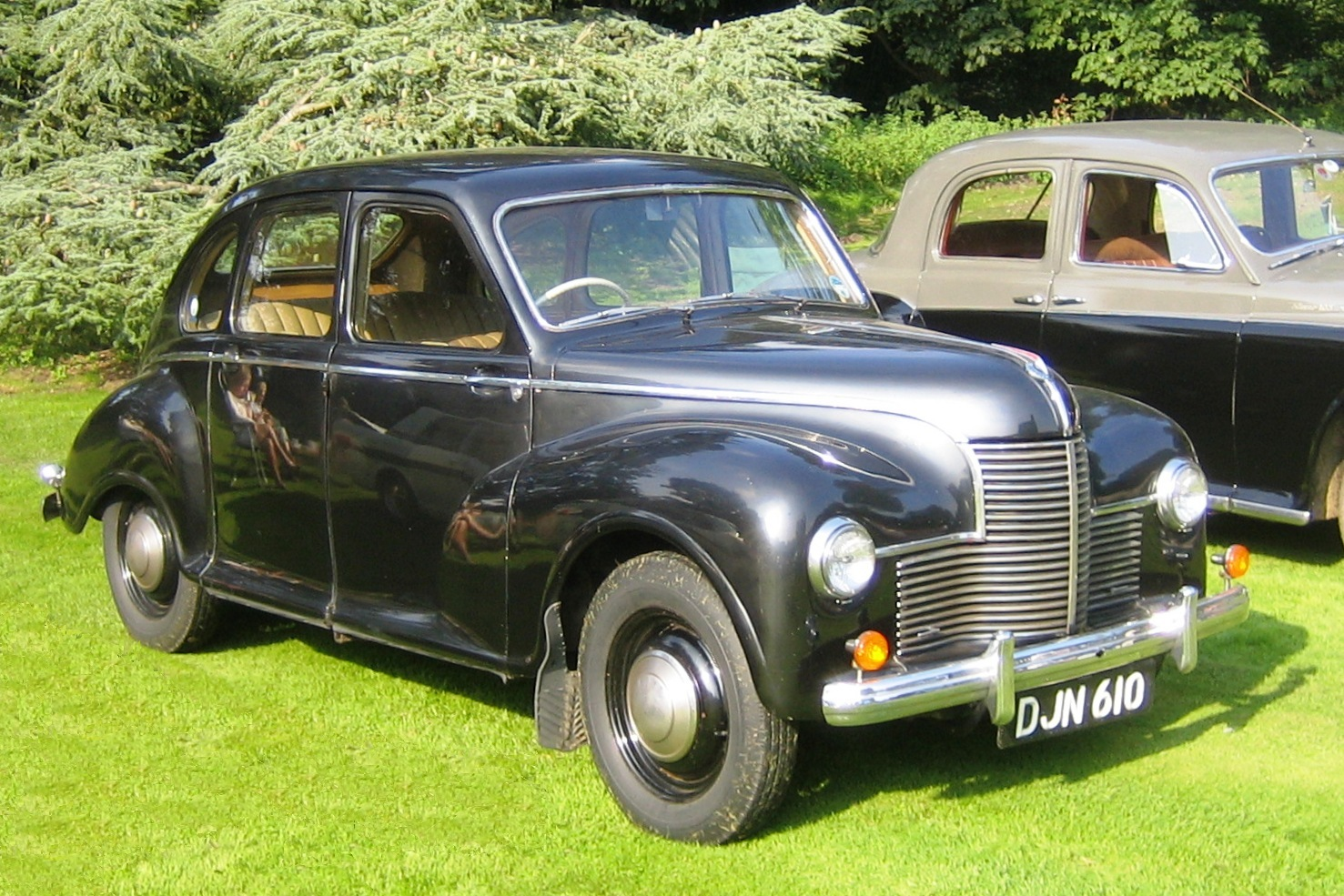
Jowett Javelin sedán con su acabado metalizado original de 1949

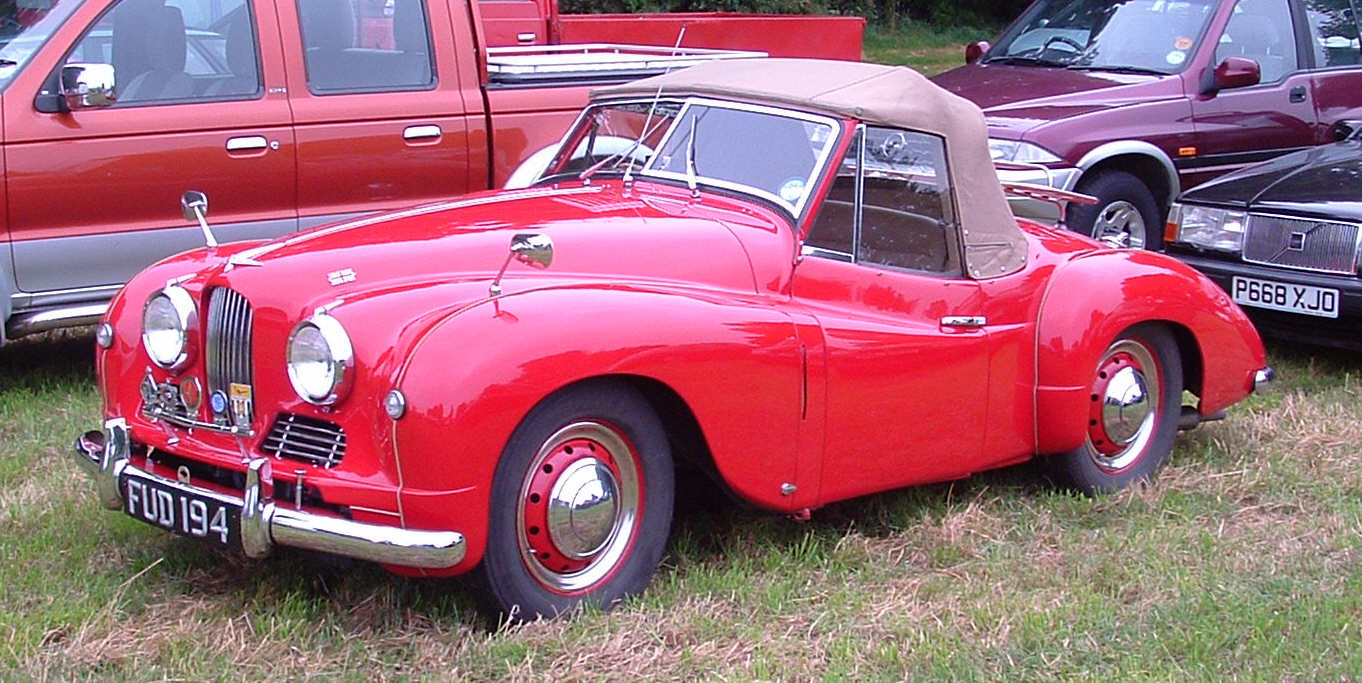
Jowett Jupiter deportivo de dos asientos

La mala estrategia y dirección comercial, y el exceso de confianza, fueron la ruina de la empresa financieramente sólida e, incluso después de que se resolvieron los problemas del motor y la caja de cambios, la planta de Idle nunca pudo construir, ni -durante 1952- la red de distribución pudo vender el volumen de coches esperado. El colapso de los acuerdos para el suministro de carrocerías llevó a la suspensión de la producción del Javelin en 1953, junto con el ahora obsoleto Bradford, aunque se habían completado los utillajes necesarios para montar los nuevos modelos. Los Jupiter siguieron teniendo demanda y se construyeron hasta finales de 1954. La empresa no quebró, pero vendió su fábrica a International Harvester, quien fabricó tractores en la factoría hasta principios de la década de 1980. La fábrica fue demolida en 1983.
Jowett pasó a fabricar piezas de aviones para Blackburn Aircraft en una antigua fábrica de lana en Howden Clough, Birstall, cerca de Batley. Jowett, aunque ya solo el "caparazón" de la empresa, fue adquirida más tarde por Blackburn en 1956, aunque los repuestos para los automóviles de la posguerra se mantuvieron disponibles hasta 1963, cuando el resto de la empresa Jowett se cerró debido a la racionalización de la industria aeronáutica.

### Crisis y cierre
El impuesto a la compra de automóviles nuevos se redujo en un 25 por ciento el 15 de abril de 1953 (del 66⅔ por ciento al 50 por ciento), lo que provocó un aumento en la demanda de automóviles nuevos en el mercado del Reino Unido. En la lucha resultante por las instalaciones de producción, Ford compró Briggs, cuya nueva planta de Doncaster construyó las carrocerías monocasco y las recortaba por completo para los Jowett Javelin y las camionetas Bradford. En abril de 1953, Ford Motor Company Limited compró a los accionistas estadounidenses el control mayoritario de Briggs Motor Bodies Limited, cuya fábrica principal estaba junto a la planta de Ford en Dagenham. Los accionistas minoritarios restantes fueron comprados y Ford rápidamente adquirió la propiedad total del negocio de Briggs. La fábrica de Briggs en Doncaster superaba los requisitos de Ford y se vendió a la compañía Fisher and Ludlow, que a su vez fue absorbida rápidamente por la recién creada British Motor Corporation.
A principios de julio, el presidente de Jowett Cars Limited, A.F. Jopling, que en ese momento también era un empleado sénior de Blackburn Aircraft, informó a los accionistas de Jowett en su Junta General de Accionistas que habían surgido dificultades con respecto al suministro futuro de carrocerías. Las negociaciones continuaban, pero parecía probable que se produjera una interrupción en la entrega de vehículos terminados en los últimos meses de ese año. También informó que las exportaciones para 1952 fueron casi un 75 por ciento inferiores a las de 1951. En el mercado interno, durante los seis meses previos a los cambios impositivos en abril de 1953, el éxito anticipado de una campaña organizada para una reducción del impuesto sobre las compras había reducido drásticamente la demanda de automóviles nuevos en el Reino Unido, que anteriormente era boyante. Las ventas en el mercado interno en el último trimestre de 1952 fueron solo el 15 por ciento de las ventas en los tres trimestres anteriores.
A mediados de septiembre, la dirección de la compañía informó a los accionistas que la interrupción prevista en la producción era inevitable y que podría resultar de una duración considerable. Teniendo en cuenta esta posibilidad, las negociaciones se extendieron a un trabajo alternativo adecuado que mantuviera a la fábrica razonablemente empleada. También advirtió que la dificultad para organizar el suministro de nuevas carrocerías retrasaría lamentablemente la producción de la nueva gama de vehículos comerciales y el automóvil familiar, que estaban completamente equipados.
Parecía que el negocio se estaba quedando sin fondo de maniobra, y cesó la producción de automóviles.
En julio de 1954 se anunció que Jowett Cars Limited vendería su fábrica principal en Idle a International Harvester, excluyendo la planta y el equipo necesarios para los departamentos de servicio y repuestos.
Una nota de "The Times" agregó que Jowett Cars había tenido dificultades el año anterior (1953), tras la adquisición de los proveedores de carrocerías Fisher y Ludlow por parte de BMC, que se completó en septiembre de 1953. "Ahora se afirma que desde que la empresa dejó de fabricar vehículos Javelin y Bradford, no ha sido posible mantener la fábrica principal operando a un nivel económicamente viable". Sin embargo, Jowett Cars Limited reportó una (pequeña) ganancia para el año fiscal.
En la 35ª Asamblea General Anual en agosto de 1954, el presidente informó del profundo pesar de la junta y de todos los asociados a la empresa, incluidos los usuarios de los aproximadamente 65.000 vehículos que se habían fabricado desde 1946, por sus circunstancias conjuntas.
En última instancia, los accionistas recibieron algo más que el valor nominal de sus acciones. Ese proceso se completó a mediados de 1955.

## Galería Jowett de la década de 1930

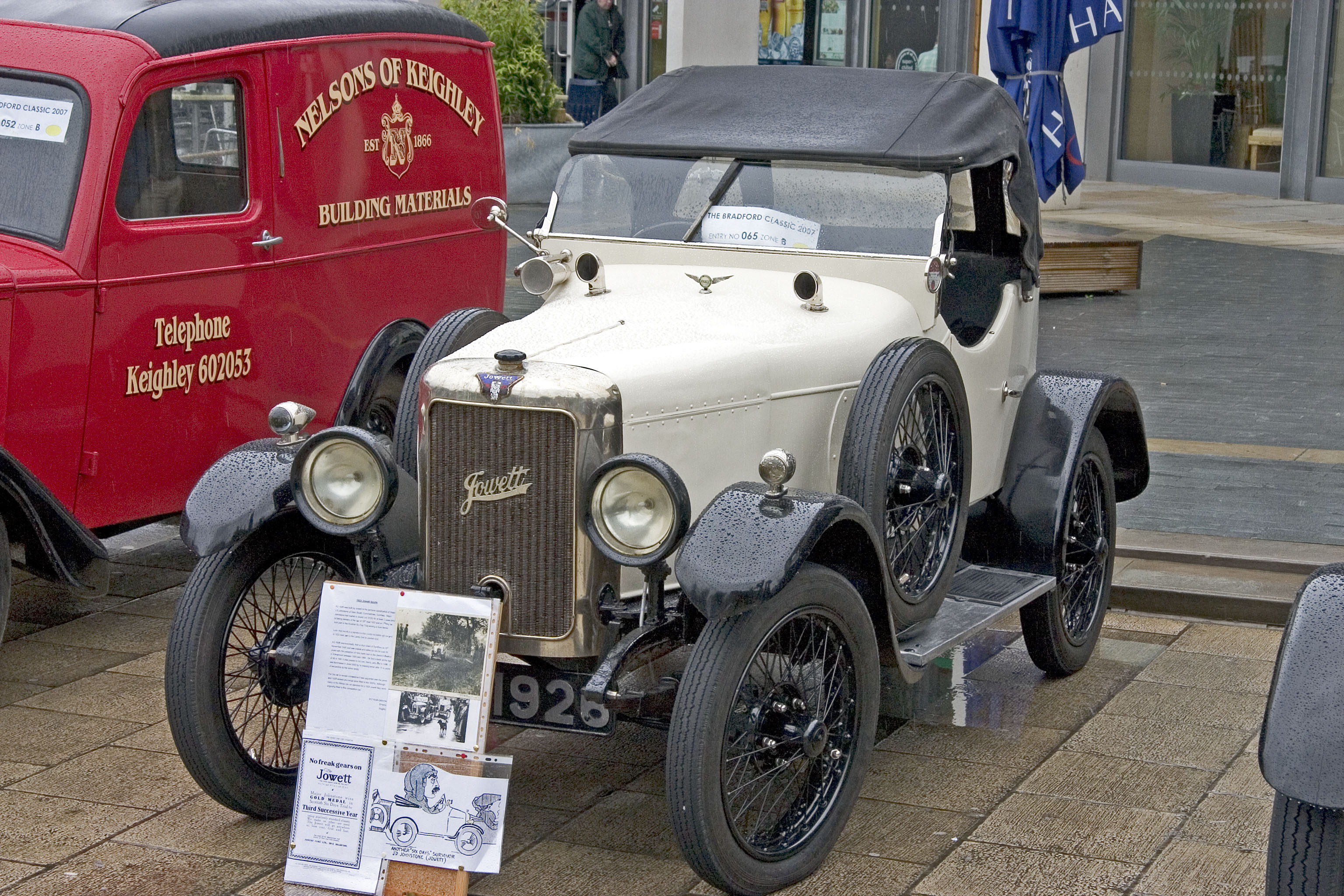
Jowett Sports 1923
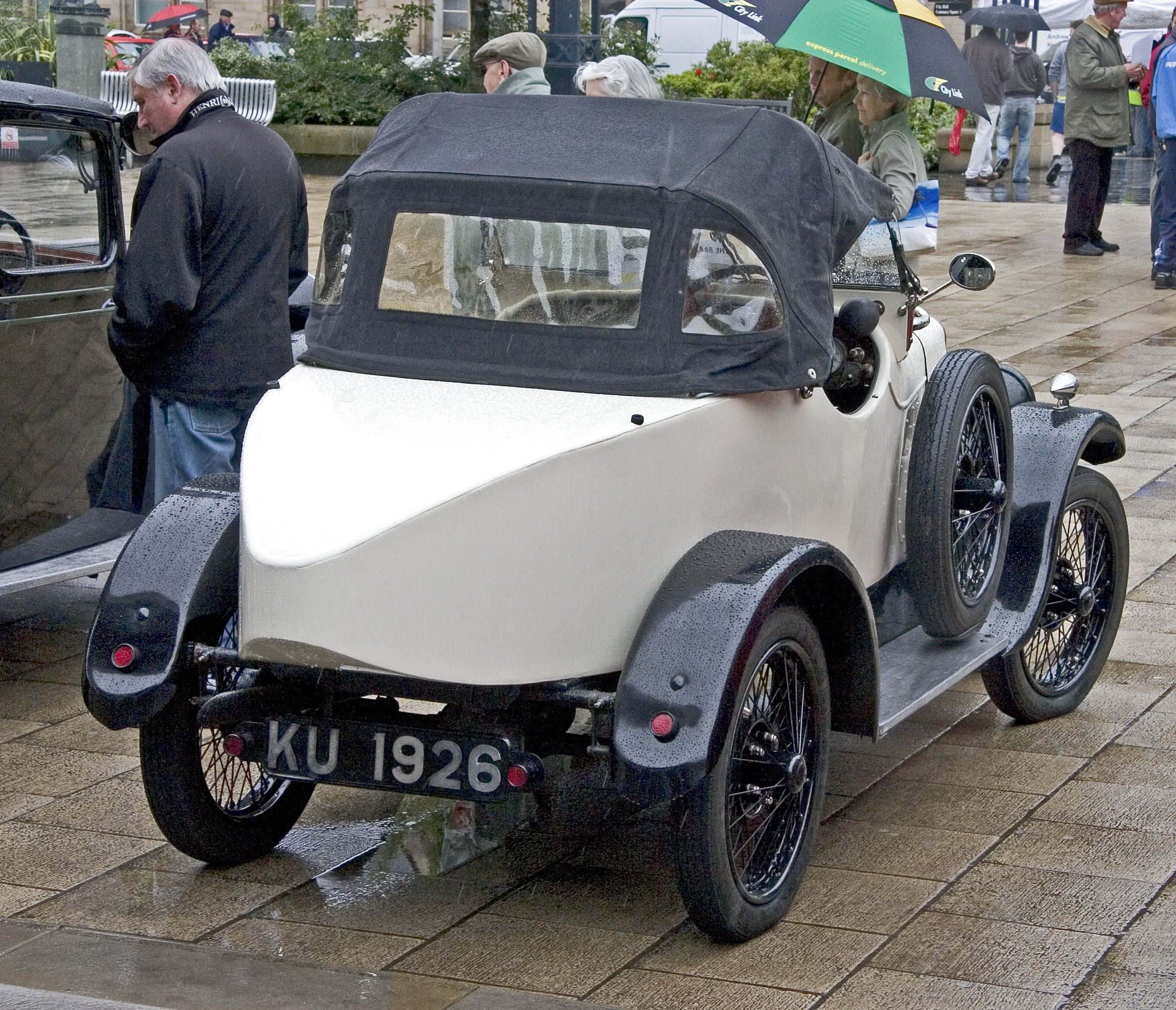
Vista trasera de un Jowett Sports
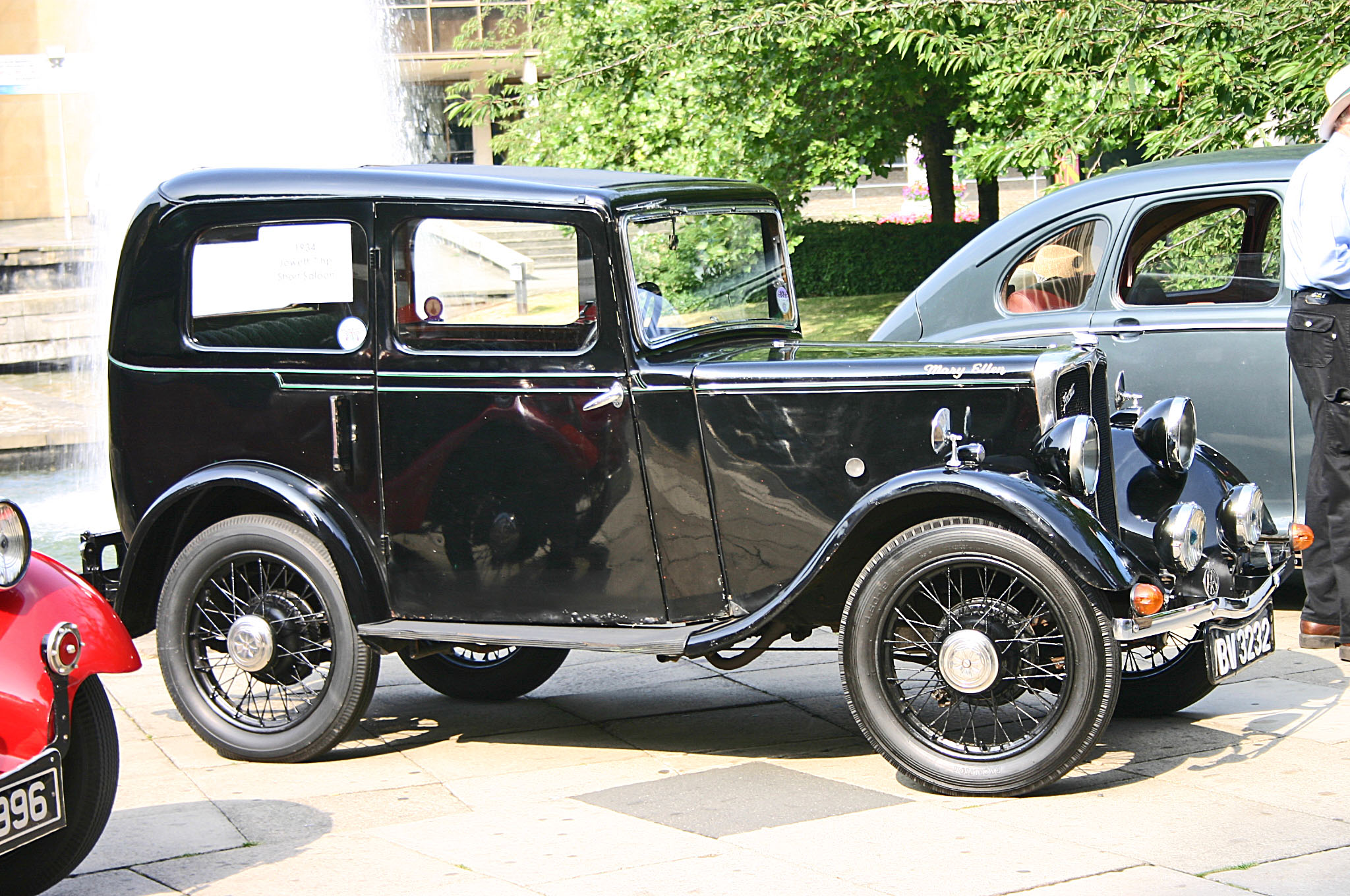
Jowett 7 hp[3] 1930
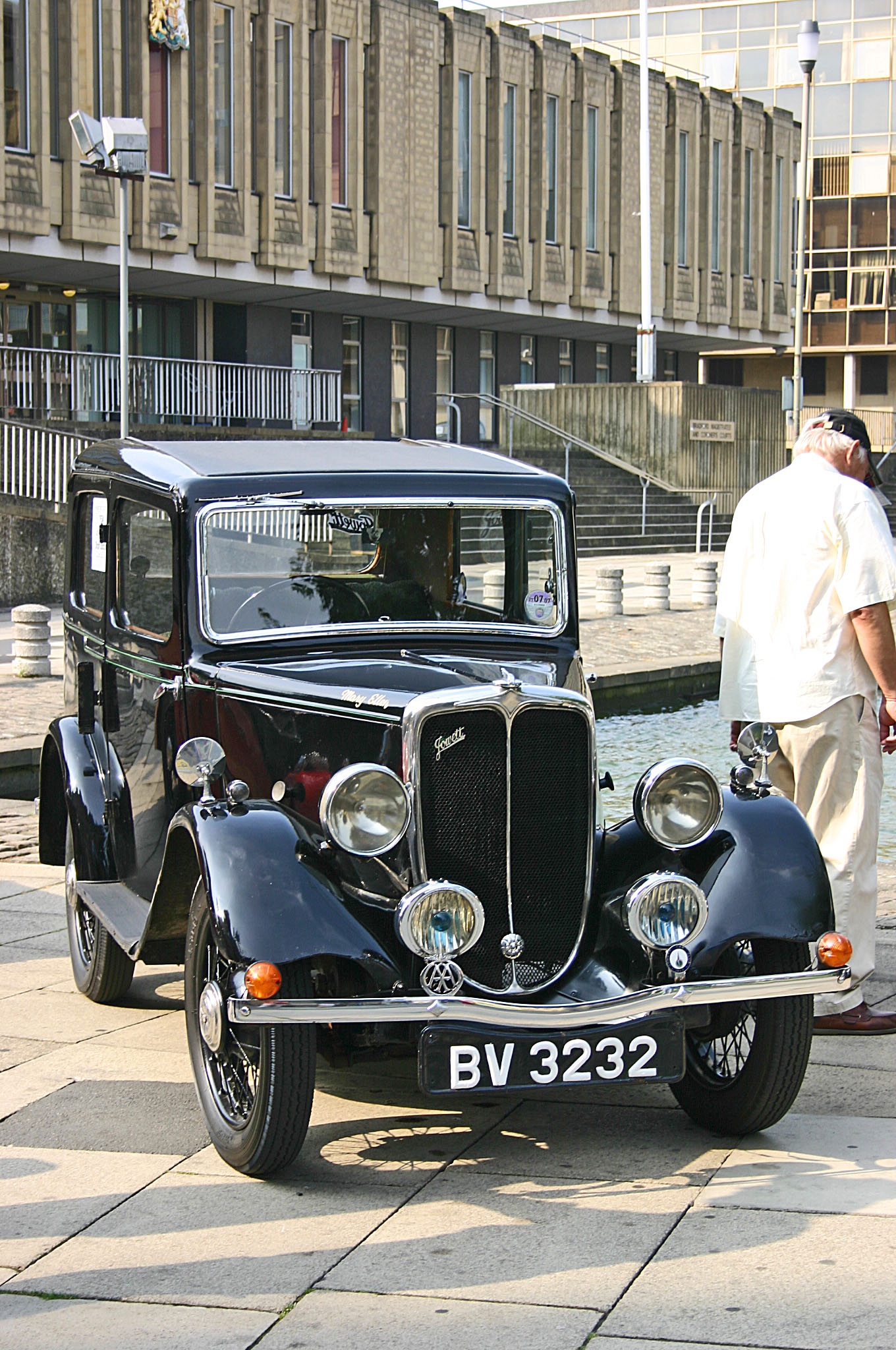
Jowett 7 hp
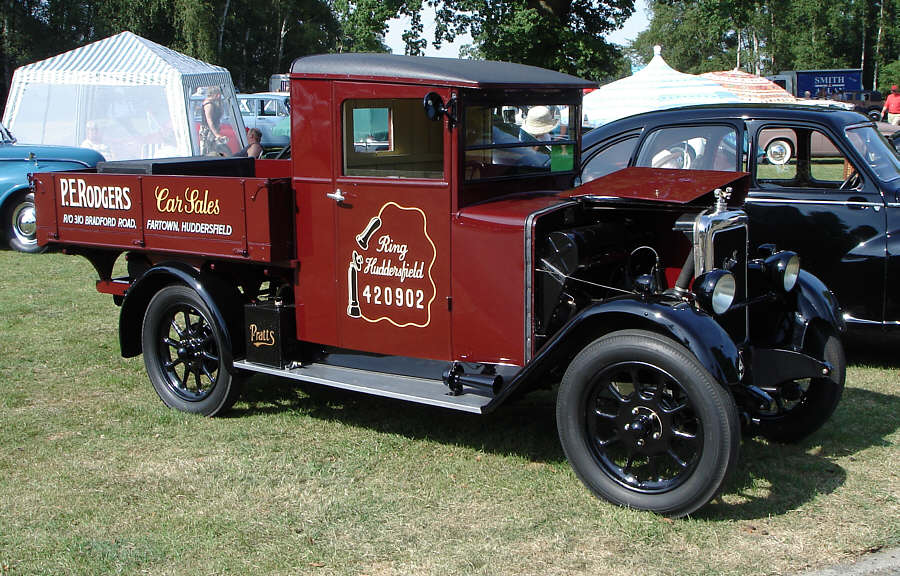
Jowett lorry de 1930
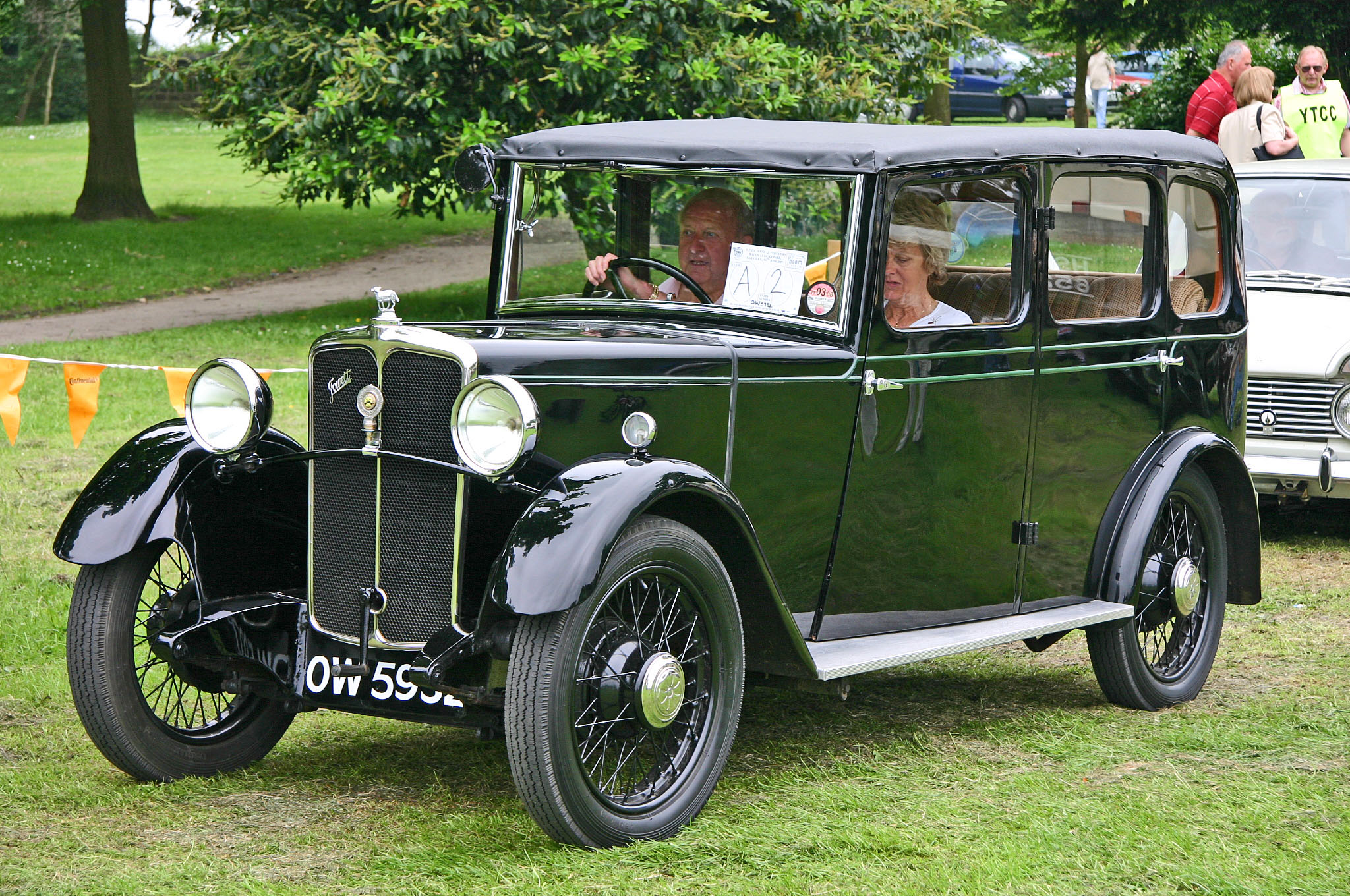
Jowett 7 hp Blackbird de 1932
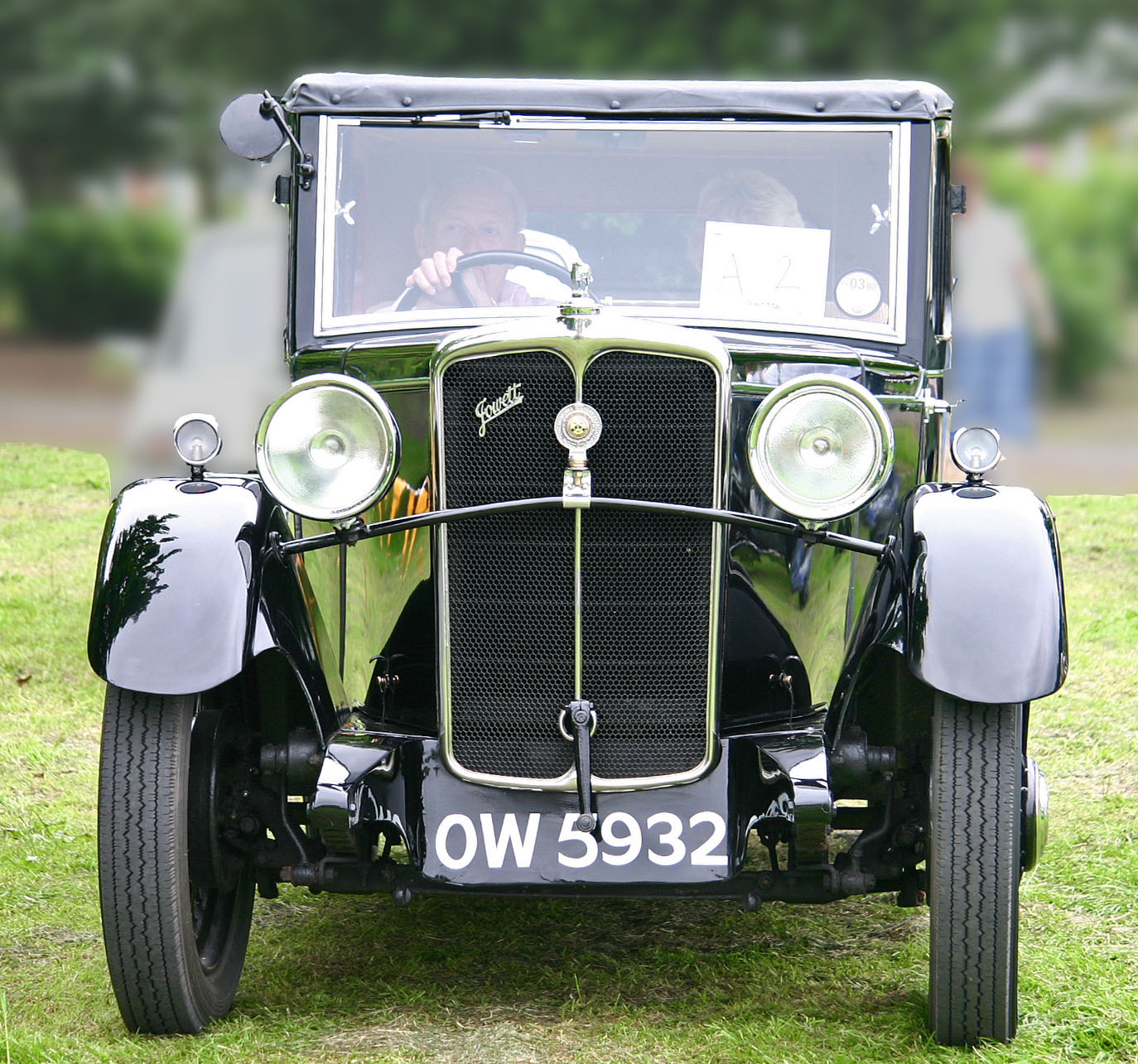
Jowett 7 hp Blackbird de 1932
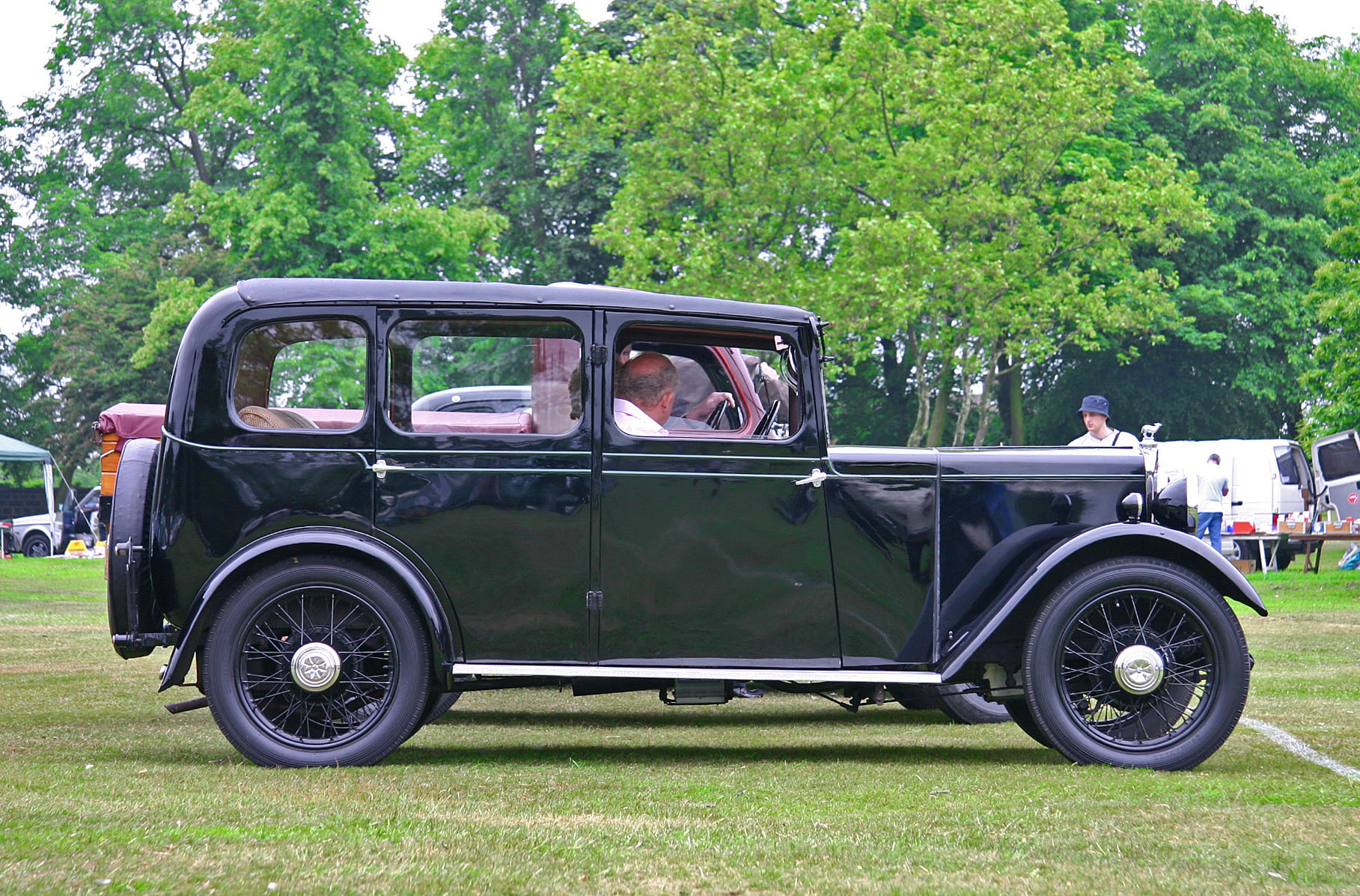
Jowett 7 hp Blackbird de 1932
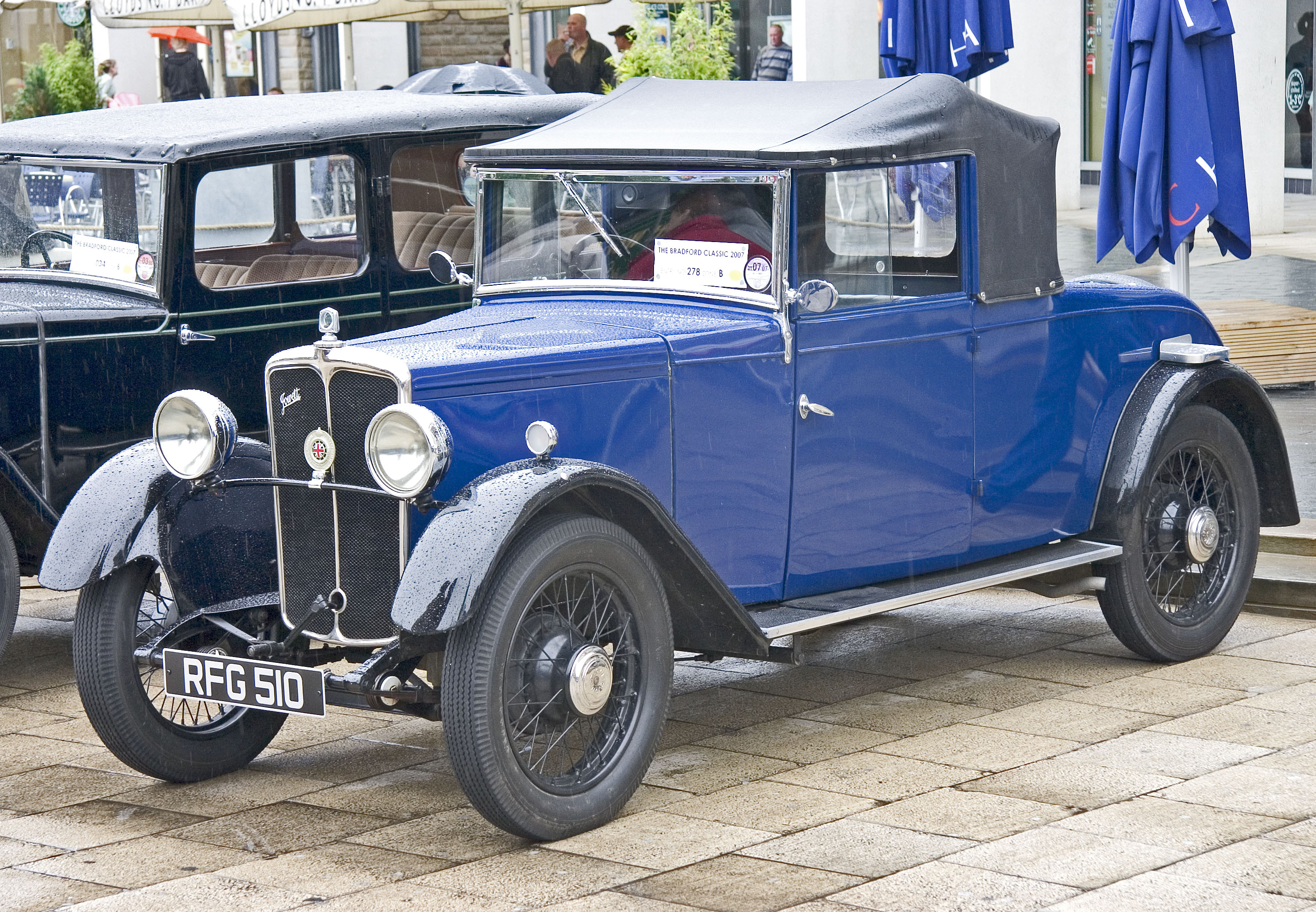
Jowett 7 hp Flying Fox de 1933
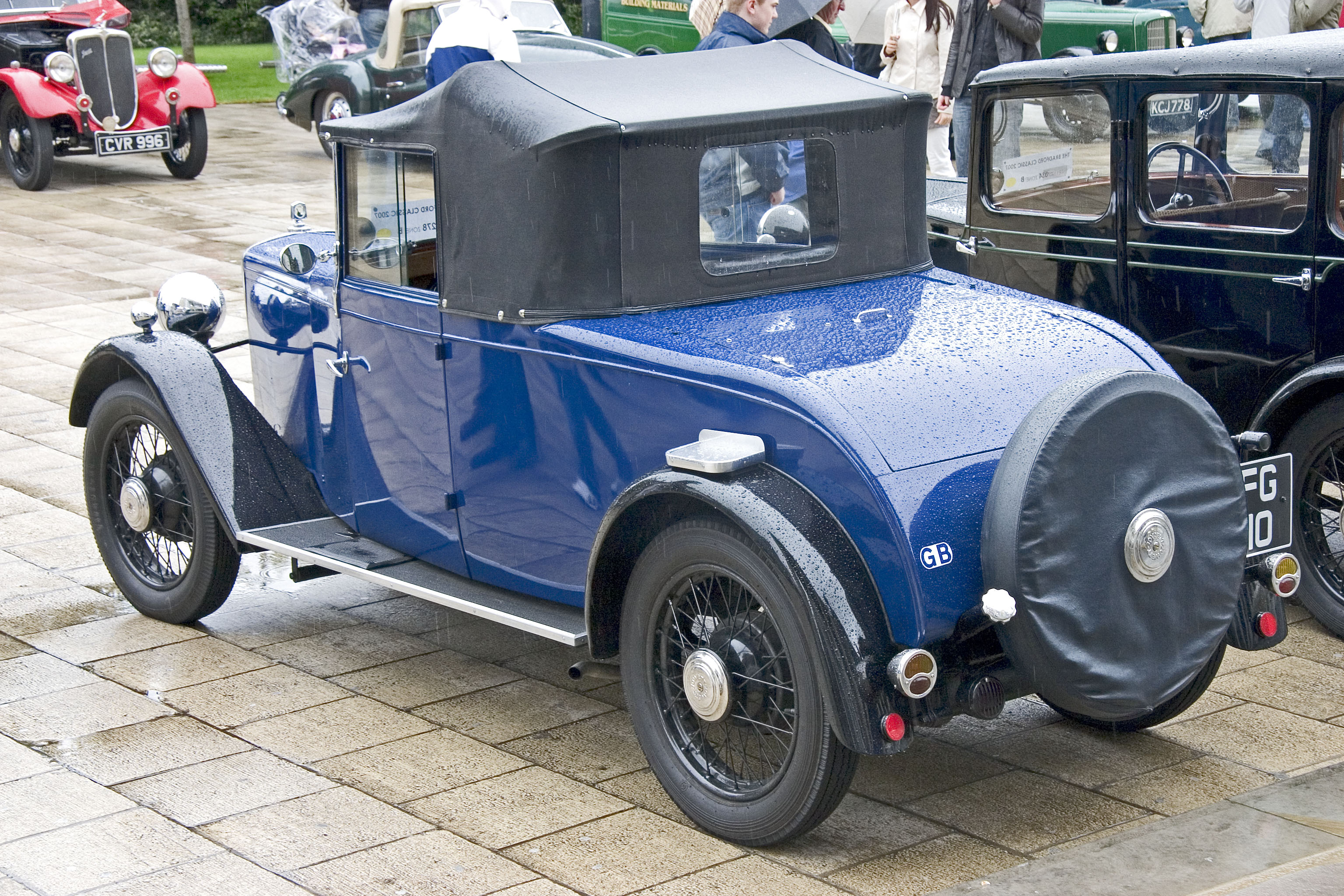
2 plus 2 Jowett 7 hp de 1933
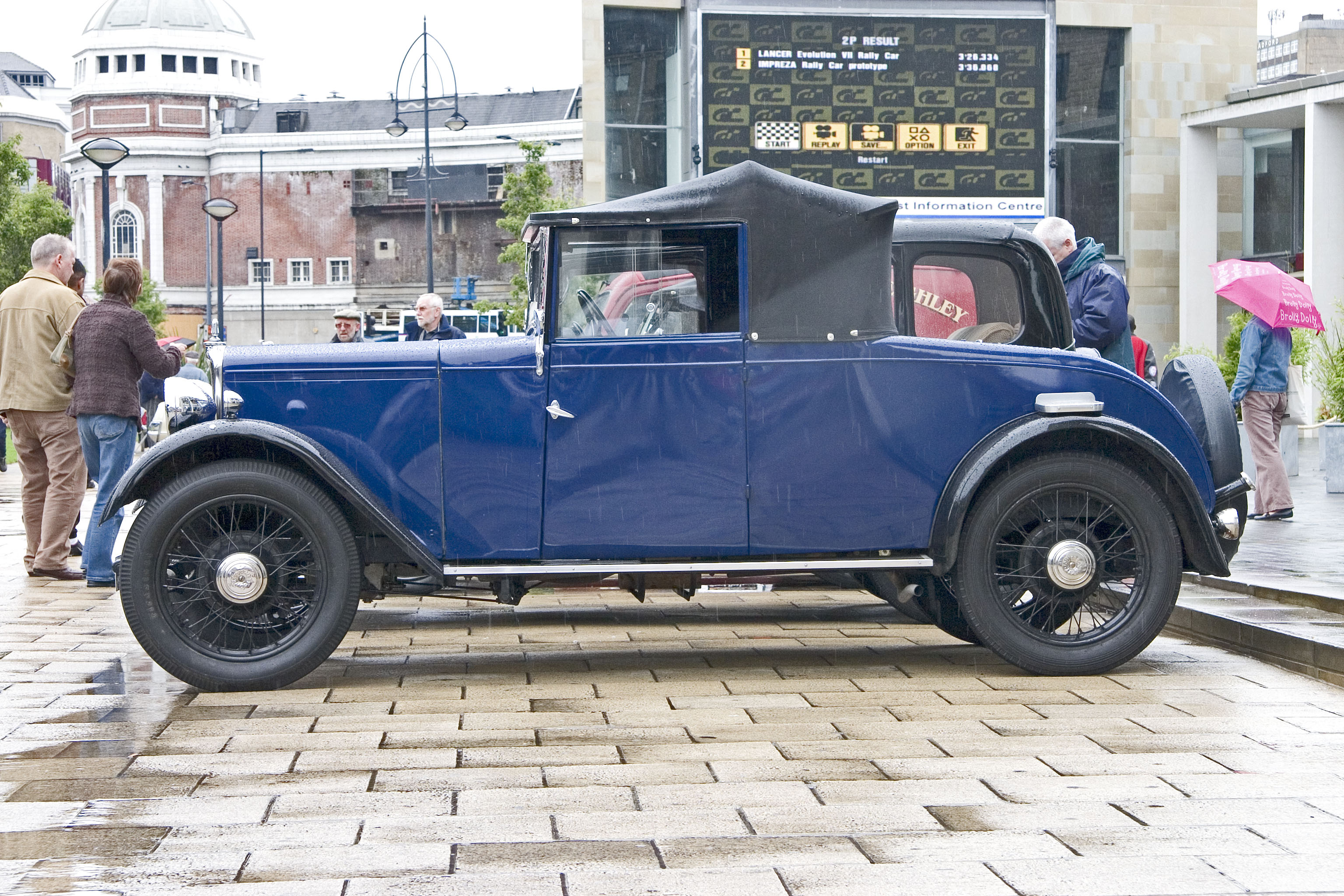
Jowett 7 hp Flying Fox 2 plus 2
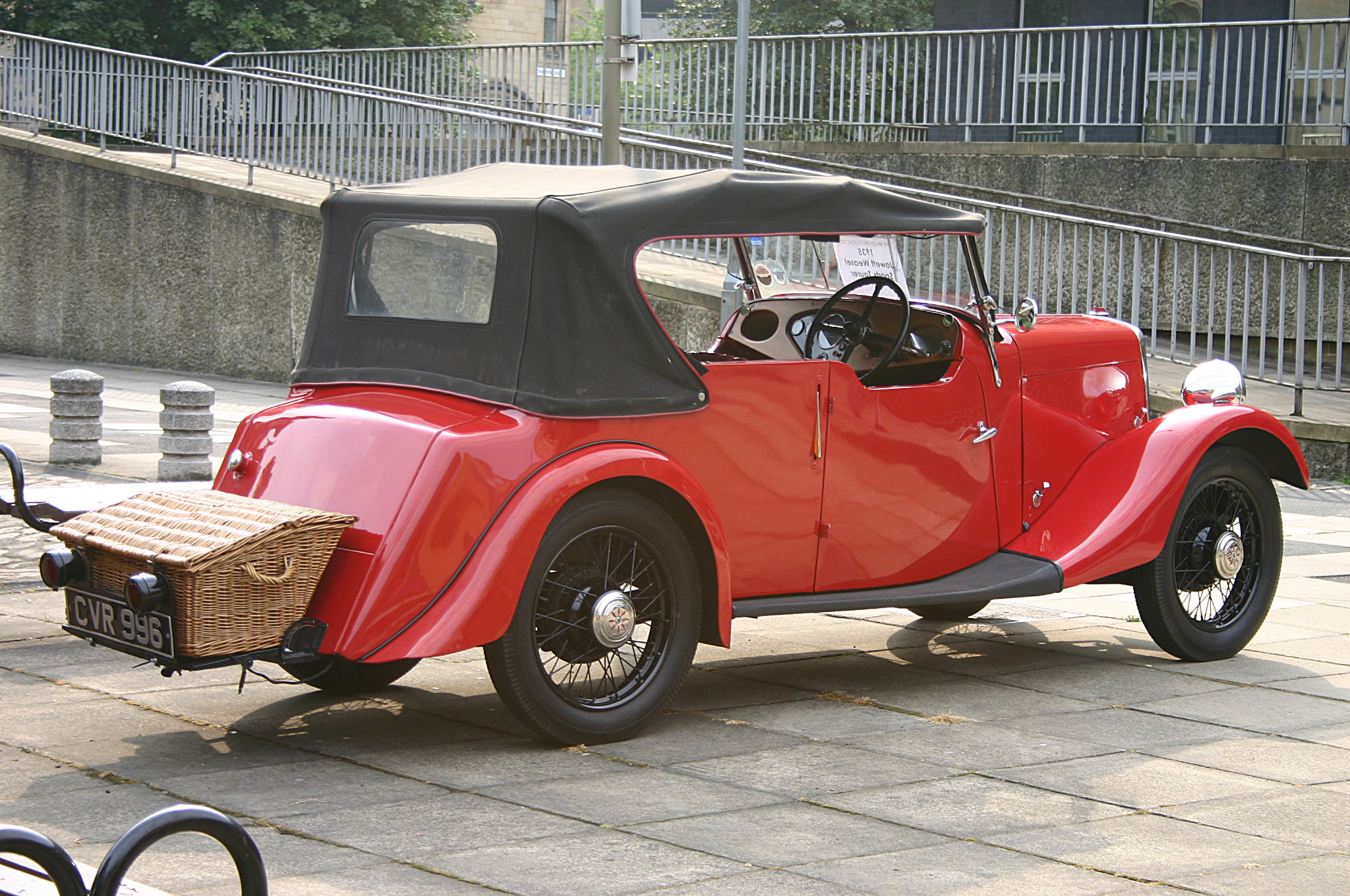
Jowett 7 hp Weasel de 1935
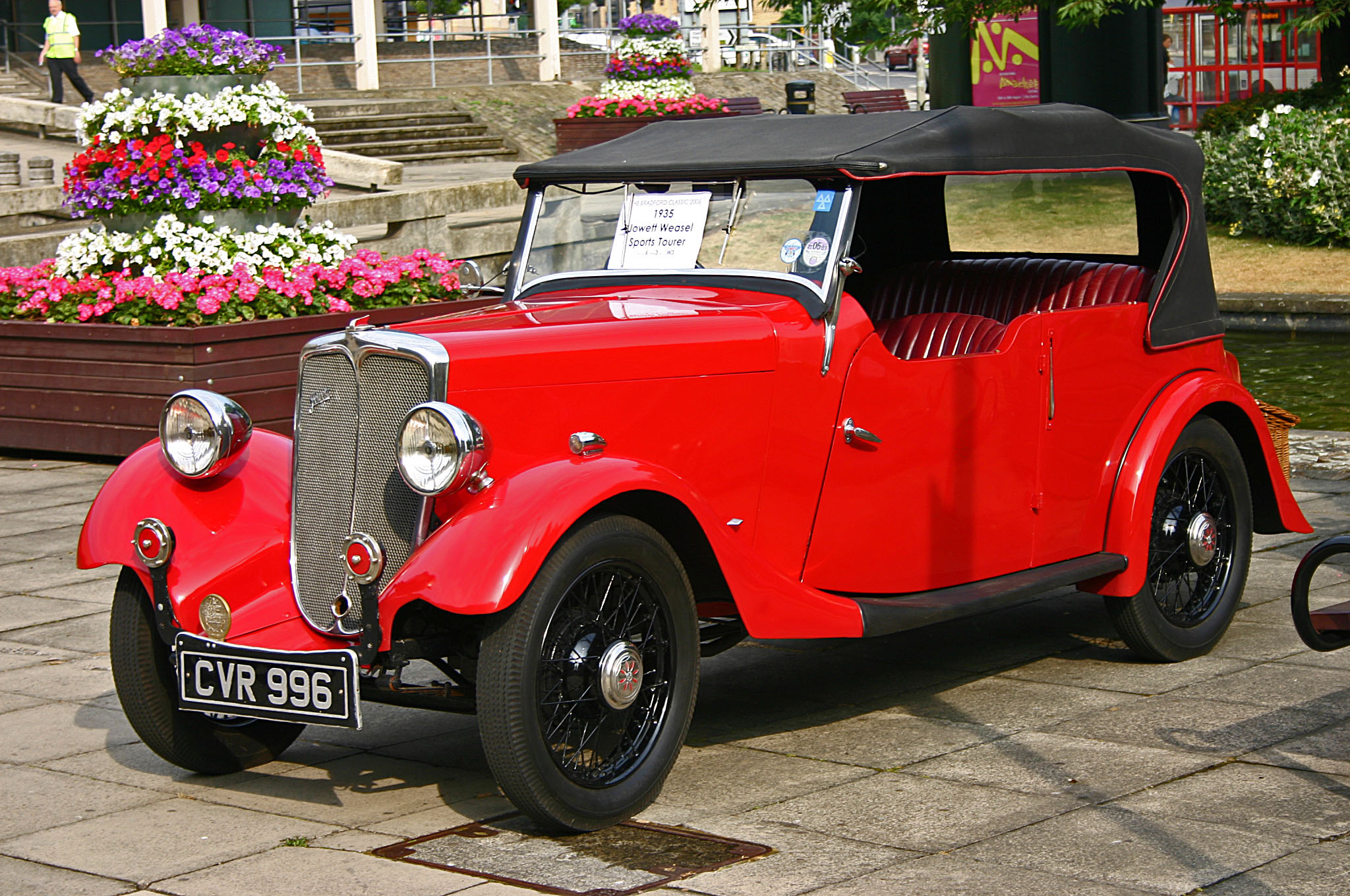
Jowett 7 hp Weasel de 1935
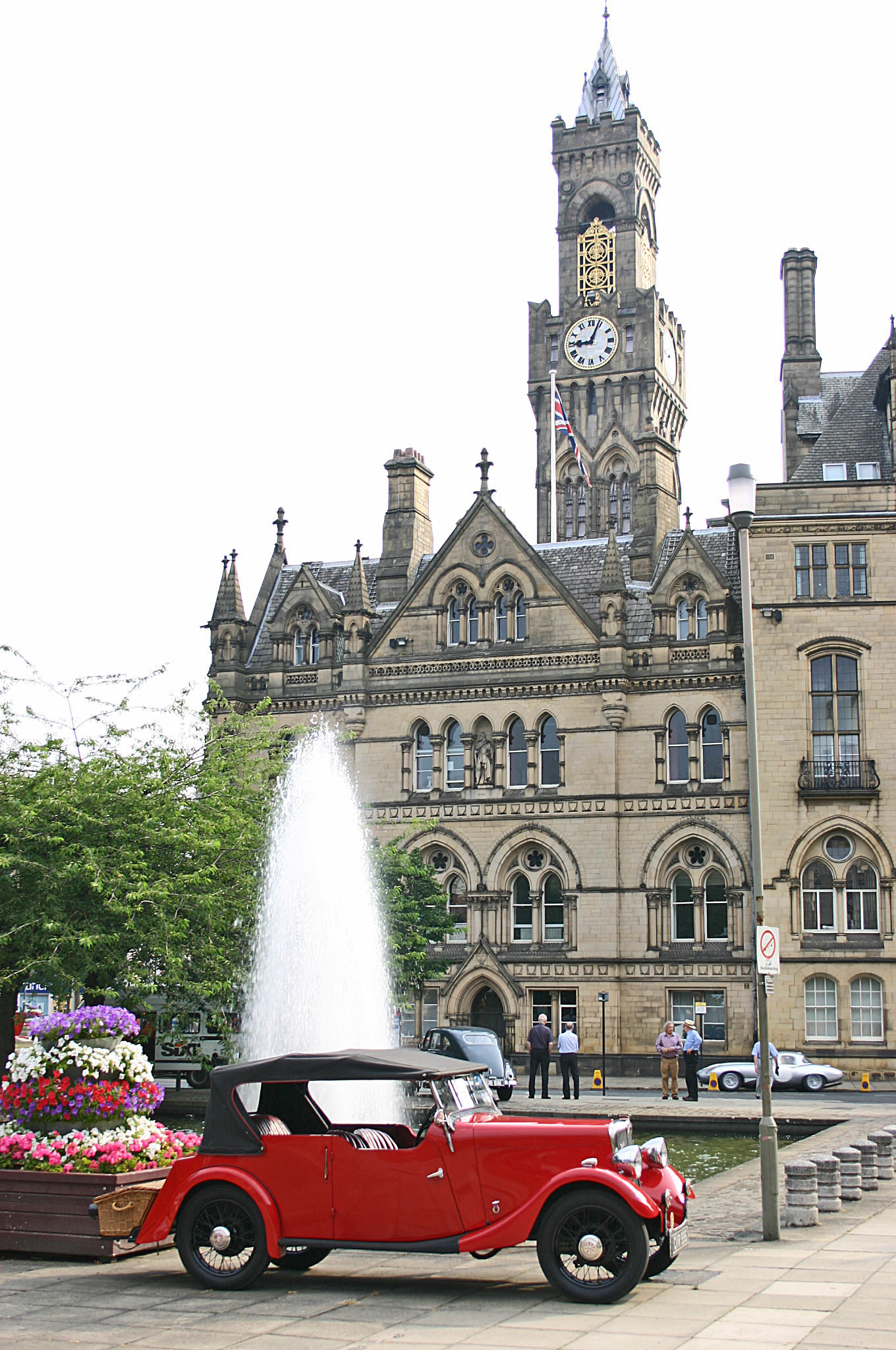
Jowett 7 hp Weasel de 1935 junto al Ayuntamiento de Bradford
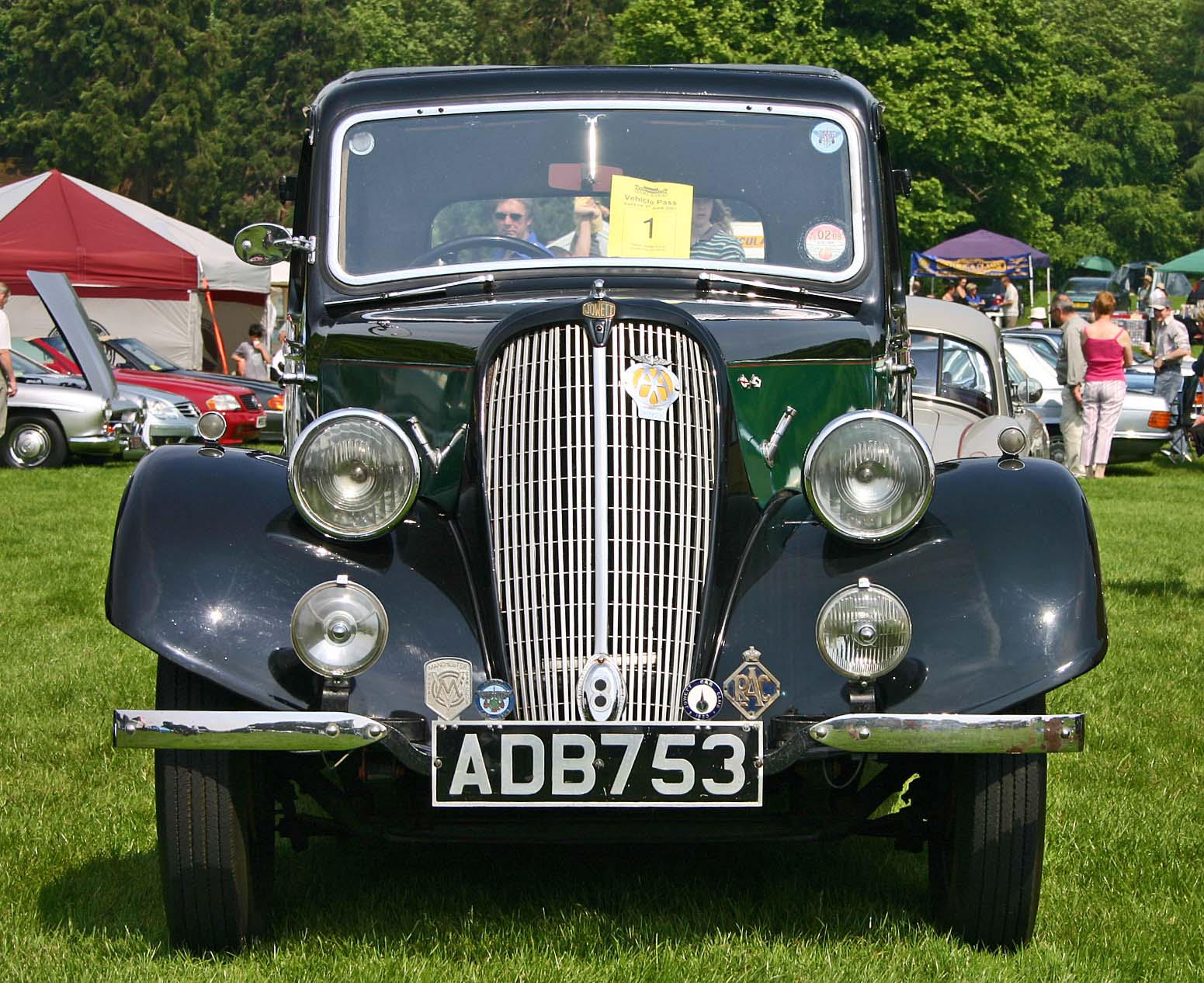
Jowett Eight
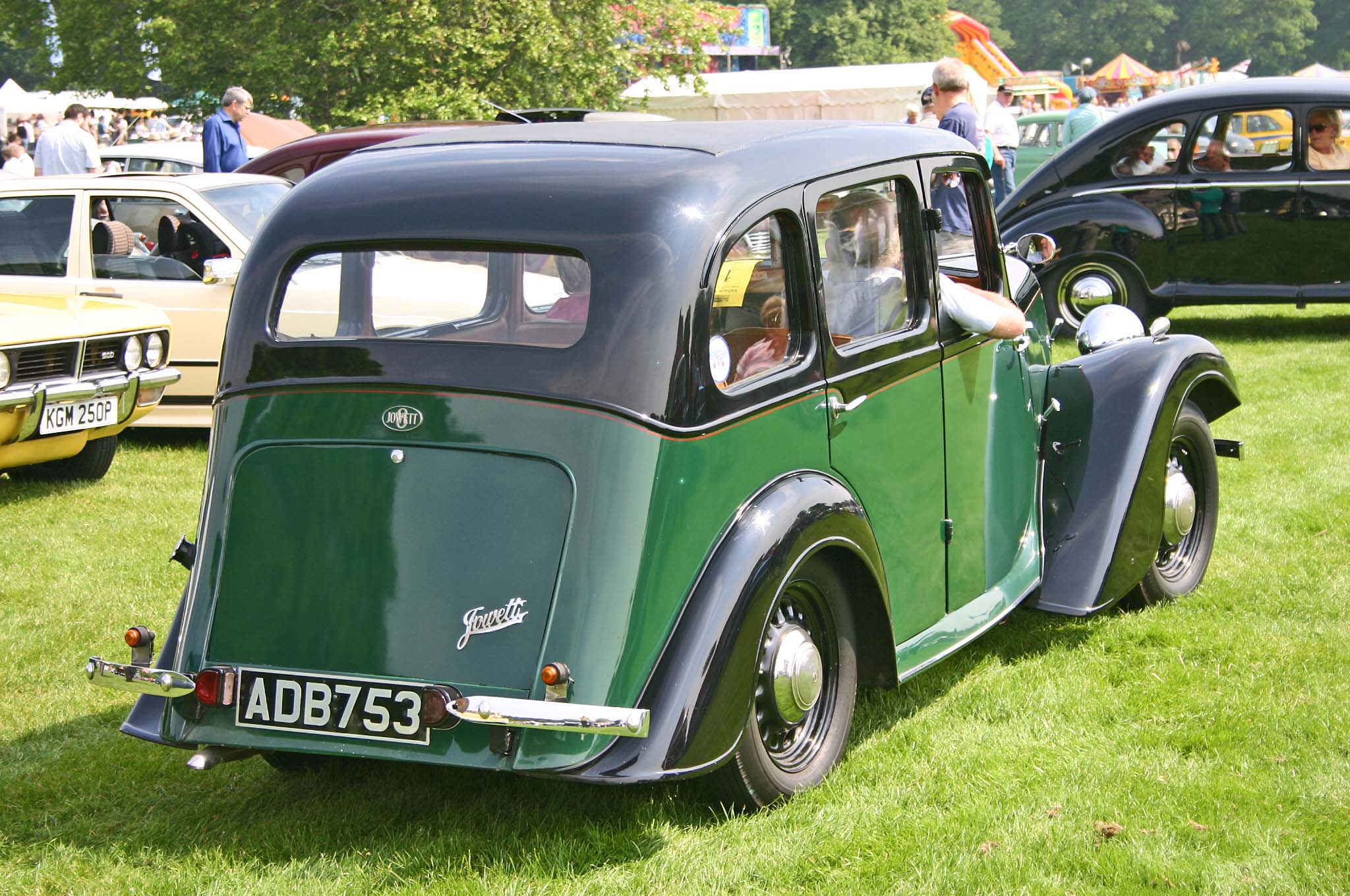
Jowett Eight
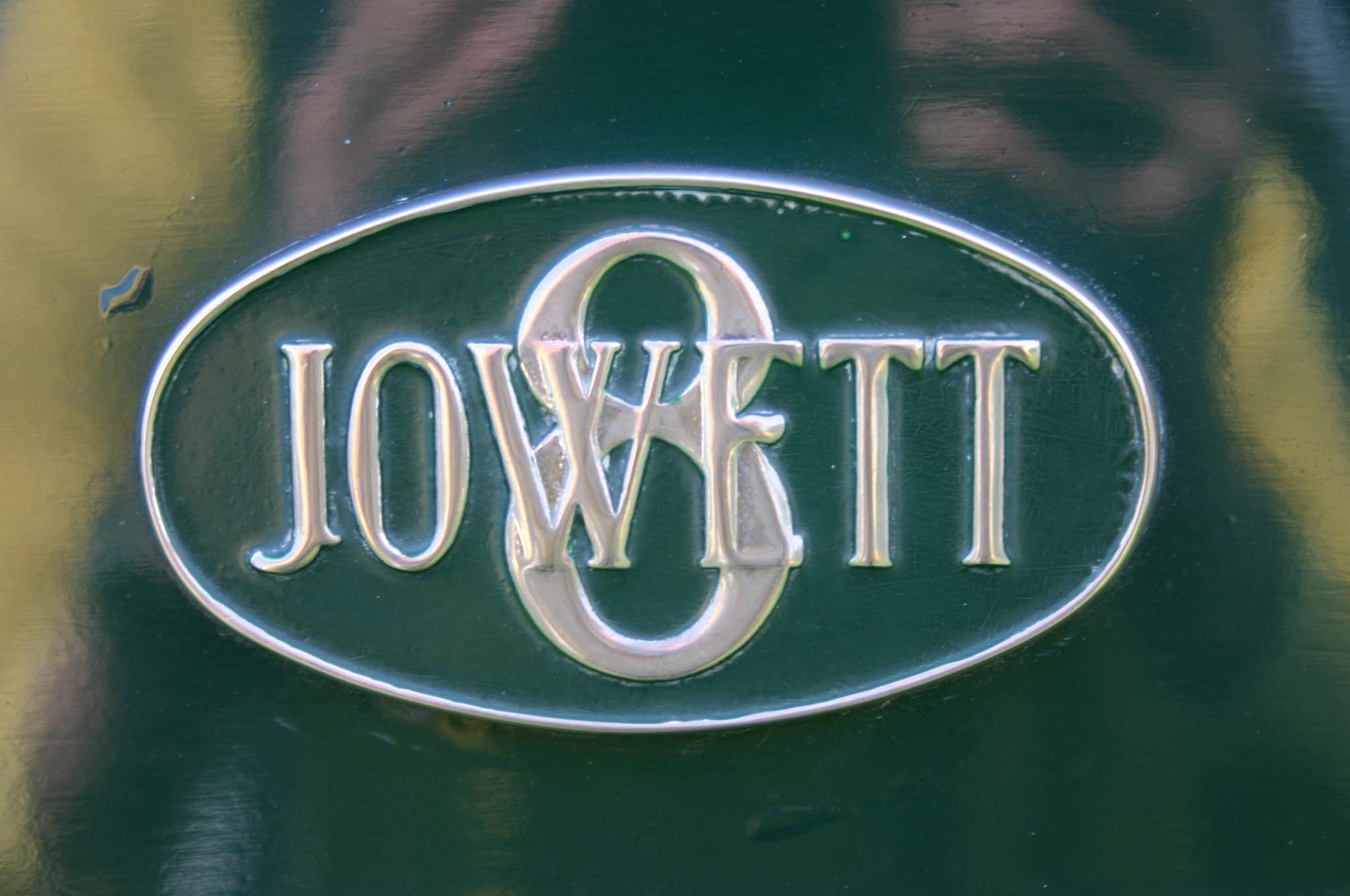
Emblema del Jowett Eight

## Modelos importantes
| Tipo               | Motor                                                                 | Producción                | Estilos de carrocería | Año       | Notas |
| ------------------ | --------------------------------------------------------------------- | ------------------------- | --- | --------- | --- |
| Jowett 6 hp        | 816 cc bicilíndrico plano con válvulas laterales refrigerado por agua | 48                        | 2-asientos | 1906–1914 | Caja de cambios de tres velocidades. 831 cc desde 1914 |
| Jowett 7 hp        | 907 cc bicilíndrico plano con válvulas laterales                      | 11.444 (incluido Long 7)  | 2-puertas sedán entelado, 2-puertas sedán carrozado | 1919–1930 | Caja de cambios de tres velocidades. Frenos en las cuatro ruedas desde 1930. Batalla de 84 plg (2133,6 mm) |
| Jowett "Long" 7 hp | 907 cc bicilíndrico plano con válvulas laterales                      | 11.444 (incluido Short 7) | 2-puertas, turismo deportivo, sedán entelado de 4 puertas, berlina carrocería Kestrel, berlinas de lujo Black Prince, Silverdale y Grey Knight, turismo Simba, turismo deportivo Weasel | 1930–36   | Batalla de 102 plg (2590,8 mm). Sistema eléctrico de 12-voltios desde 1933. Caja de cambios de cuatro velocidades de 1934. Carburadores gemelos en el Weasel. |
| Jowett Ten         | 1166 cc tetracilíndrico plano con válvulas laterales                  | 1881                      | sedán (Jupiter, Jason, Plover y Peregrine), furgón | 1936–1940 | Carburadores gemelos desde 1937 |
| Jowett Eight       | 946 cc bicilíndrico plano con válvulas laterales                      | 2888                      | sedán | 1937–1940 | |
| Jowett Javelin     | 1486 cc tetracilíndrico plano con válvulas en cabeza                  | 23.307                    | sedán | 1947–1953 | Victoria de clase, Rally de Montecarlo de 1949. Victoria de clase, Carrera de las 24 Horas de Spa de 1949. Victoria absoluta, 1953 International Tulip Rally. Victoria de clase, 1952 y 1953 Rally de Gran Bretaña |
| Jowett Jupiter     | 1486 cc tetracilíndrico plano con válvulas en cabeza                  | 900                       | convertible | 1950–1954 | Semi-malla espacial tubular, frenos hidráulicos. Algunos se suministran como chasis a carroceros independientes como Pininfarina, Ghia Suiza, E. D. Abbott Ltd o Harold Radford. Vencedor de clase en las 24 Horas de Le Mans de 1950 en su primera carrera. Además, victoria absoluta del Rally Internacional de Lisboa de 1951 y victoria de clase en las 24 Horas de Le Mans de 1951. En Le Mans 1952, un Jupiter tipo R1 ganó su clase. |
| Jowett Bradford    | 1005 cc bicilíndrico plano con válvulas laterales                     | 38.241                    | camión ligero, furgoneta y vehículo de trabajo | 1946–1953 | Caja de cambios de tres marchas |
| Jowett R4          | 1486 cc tetracilíndrico plano con válvulas en cabeza                  | 3                         | deportivo | 1953      | Carrocería de plástico reforzado con tela. Nunca llegó a la producción. Velocidad máxima de 100 mph (160,9 km/h) |

## Clubes
Hay unas ocho regiones de clubes Jowett en el Reino Unido, además de grupos en Australia y Nueva Zelanda muy sólidos que apoyan y promueven distintas actividades de los propietarios de vehículos Jowett. Los miembros se congregan con sus automóviles en reuniones sectoriales, y una vez al año para un Rally Nacional. En ocasiones han asistido miembros y sus coches de otros países de Europa y de EE. UU.

## Propietarios famosos de un Jowett Jupiter
- John Blashford-Snell – Explorador
- Don Cockell – Boxeador
- Peter Craven – As de las pistas de carreras
- Ernest Dudley – Autor de novelas policíacas
- Martin Fry - Cantante principal de ABC
- Red Skelton – Comediante
- John Surtees – Piloto de carreras
- Peter Ustinov – Actor y dramaturgo
- Budge Rogers – Capitán del Bedford Rugby y jugador de Inglaterra
- Bill Lock – Padre del comediante Trevor Lock; el nombre de la banda de Trevor, 'Jowett', hace referencia al coche

## Lecturas relacionadas
- Stokoe, Noel: Sporting Jowetts, The History Press 2009 ISBN 978-0-7524-4775-9
- Stokoe, Noel: Jowett 1901–1954, Tempus Publishing Limited ISBN 0-7524-1723-1